# (137) Melibea
(137) Melibea és un asteroide que forma part del cinturó d'asteroides descobert el 21 d'abril de 1874 per Johann Palisa des de l'observatori de Pula (Croàcia).
Està anomenat així, per Melibea, un personatge de la mitologia grega.